# Pauline Wunderlich
Pauline Wunderlich (* 8. November 1825 in Weida; † nach 1853) war eine sächsische Barrikadenkämpferin des Dresdner Maiaufstands von 1849. Sie war Mitglied vogtländischer Freischaren und wurde als „Heldenmädchen“ sowie durch das unverhältnismäßig hohe Strafmaß ihrer Verurteilung bekannt.

## Leben
Pauline Wunderlich war das 3. Kind des Bürgers und Zimmermanns Johann Gottlieb Wunderlich und der Christiane Friederika, geb. Wurlitzer aus Weida im Vogtland. Im Jahr 1849 war sie angeblich „30 und einige Jahre alt“ und Dienstmädchen. Ihr Geliebter soll am ersten Tag des Maiaufstands beim Sturm auf das Dresdner Zeughaus gefallen sein. Wunderlich kam mit einem der Freischarenzüge aus Zschopau nach Dresden. Sie war „eine der wenigen Frauen auf den Barrikaden“ während des Maiaufstands. Wunderlich trat in der „Kleidung eines Turners“ auf und soll am achten Mai auf der Barrikade am Ende der Wilsdruffer Gasse gekämpft haben. Am folgenden Morgen wurde sie verwundet, nach der Darstellung von Stadtrat Meisel, habe sie den Tod gesucht.
Nach der Niederschlagung des Aufstands durch sächsische und preußische Truppen versuchte Wunderlich über Freiberg und Chemnitz zu entkommen. Sie wurde jedoch gefasst und nach Augustusburg ins Gefängnis gebracht. Mitte März 1850 gaben die Zeitungen bekannt, dass die am „Aufstande lebhaft betheiligt gewesene Turnerin“ zu lebenslänglicher Zuchthausstrafe verurteilt sei. In derselben Nachricht wurde die Begnadigung „sämtlicher aktiver Militärs und Kriegsreservisten“, die wegen der Teilnahme am Aufstand zum Tode verurteilt worden waren, zu „20jährigem Zuchthause und darunter“ mitgeteilt. Das hohe Strafmaß Wunderlichs erregte in den Staaten des Deutschen Bunds Aufsehen. Anfang Mai 1850 folgte die Meldung: „Dem Barrikadenmädchen Pauline Wunderlich durch erstes Erkenntniß zu lebenslänglichem Zuchthause verurtheilt, ist durch Urtheil zweiter Instanz diese Strafe auf 10 Jahre Zuchthaus ersten Grades herabgesetzt worden.“ Einen Teil ihrer Strafe verbüßte sie in der Hubertusburg. Sie stand „in Diensten des Gefangenenaufsehers“ und verriet „ununterbrochenen Mut“.
Im Juni 1852 wurde Wunderlich, „die aus dem Jahr 1849 bekannte Barrikadenkämpferin“, „aus der Strafanstalt zu Hubertusburg entlassen und sofort in ihre Vaterstadt Weida, im Großherzogthum Weimar, gebracht“. Danach wanderte sie nach Nordamerika aus.

## Zeitgenössische Rezeption
In der zeitgenössischen Berichterstattung wurde Wunderlich unter anderem als „Heldenmädchen“, „Amazone“ oder „Mannweib“ dargestellt. Friedrich Konrad Müller veröffentlichte 1850 als Müller von der Werra in Biel das Gedicht Pauline Wunderlich. Eine deutsche Turnerin im Kerker der Tyrannei und verlegte darin den Ort ihrer Haft auf die Festung Königstein. Sie soll das Vorbild für eine „Barrikadenscene“ der Bilderzeitung Dresdens erste Maitage, 1849 (Ludwig Schmidt, Dresden 1849) gewesen sein. Auf dieser Darstellung steht eine Frau mit einem Gewehr in der Hand hinter einer schwarz-rot-goldenen Fahne.
Ähnliche allegorische Darstellungen gab es von Mathilde Hitzfeld und Lisette Hatzfeld, die jeweils mit einer schwarz-rot-goldenen Banner auf den Barrikaden von Kirchheimbolanden und Mannheim gestanden haben sollen. Eine Anklage Hitzfelds wegen Hochverratsverdachts ist nicht belegt, Hatzfeld wurde wegen „Theilnahme am Aufruhr“ zu einer achtwöchigen Gefängnisstrafe verurteilt.